# Tessé-Froulay
Tessé-Froulay – miejscowość i gmina we Francji, w regionie Normandia, w departamencie Orne.
Według danych na rok 1990 gminę zamieszkiwało 301 osób, a gęstość zaludnienia wynosiła 57 osób/km² (wśród 1815 gmin Dolnej Normandii Tessé-Froulay plasuje się na 595. miejscu pod względem liczby ludności, natomiast pod względem powierzchni na miejscu 861.).